# Ghilzai
Die Ghilzai (auch Ghezali, Ghildschi/Ghilji oder Childschi/Khilji) sind einer der großen Stammesverbände der Paschtunen. Der zweite große Stammesverband sind die Durrani.
Die Ghilzai machen nach Angaben von Ethnologue etwa 24 Prozent der afghanischen Bevölkerung aus. Sie siedeln in einem weitgestreckten Gebiet nördlich von Kandahar bis zu dem Suleiman-Gebirge in Nordost-Afghanistan und dem Kabul-Fluss in Afghanistan.

## Gliederung
Die Ghilzai sind aufgeteilt in verschiedene Unterstämme:
- Sulemankhel
- Hotak
- Lodhi
- Suri
- Kharoti
- Andar
- Tokhi
- Naseri
- Ahmadzai

## Geschichte
Der traditionellen paschtunischen Genealogie zufolge sollen Ghilzai und Lodhi die Abkömmlinge des Schahs Hussain Ghauri sein, von dessen zweiter Frau, Bibi Mato, der Tochter von Scheich Betnai. Weil ihr Vater nicht mit der Heirat seiner Tochter zufrieden war, wurden die Kinder dieser Beziehung fortan „Ghal-zai“ (Diebeskinder) genannt. Erstaunlich ist auch in diesem Zusammenhang, dass Bibi Mato die einzige Frau ist, die als Urahnin eines rezenten afghanischen Stammes dient.
Moderne afghanische Historiker bringen hingegen eine andere Theorie an, die auch wissenschaftlich und linguistisch nachvollziehbar ist. Demzufolge soll sich der Begriff Ghilzai, Ghalzai von Ghar (‚Berg‘) und zai (‚Sohn, Kinder‘) herleiten. Dieser Begriff „Ghar“, der im Avesta „Gairi“ lautet, taucht auch in anderen paschtunischen Stammesnamen, wie Ghoriakhel, Ghori (Ghauri), Gharschin und Gharghascht auf. Aber auch paschtunische Siedlungsgebiete beiderseits der Demarkationslinie von Durand tragen dieses Wort in sich, zum Beispiel Gardez, Ghor, Gharjistan (Gurjistan) und Aschnaghar.